# Tenis ziemny na Letniej Uniwersjadzie 2019
Tenis ziemny na Letniej Uniwersjadzie 2019 – turniej tenisowy, który był rozgrywany w dniach 5–13 lipca 2019 roku podczas uniwersjady w Neapolu. Tenisiści rywalizowali w siedmiu konkurencjach: singlu i deblu mężczyzn oraz kobiet, mikście, a także grze drużynowej.

## Medaliści
Poczet medalistów zawodów tenisowych podczas Letniej Uniwersjady 2019.
| Konkurencja             | Złoty medal                                                        | Srebrny medal                       | Brązowy medal                                    |
| gra pojedyncza kobiet   | Naho Sato                                                          | Emily Arbuthnott                    | Eudice Chong Chompoothip Jundakate               |
| gra pojedyncza mężczyzn | Tseng Chun-hsin                                                    | Khumoyun Sultanov                   | Lucas Poullain Iwan Gachow                       |
| gra podwójna kobiet     | Guo Hanyu Ye Qiuyu                                                 | Lee Pei-chi Lee Ya-hsuan            | Eudice Chong Maggie Ng Kanako Morisaki Naho Sato |
| gra podwójna mężczyzn   | Sanjar Fayziev Khumoyun Sultanov                                   | Hong Seong-chan Shin San-hui        | Wu Hao Xu Shuai Yuya Ito Shō Shimabukuro         |
| gra mieszana            | Jana Sizikowa Iwan Gachow                                          | Anastasia Zarycká Dominik Kellovský | Ye Qiuyu Wu Hao Alice Robbe Ronan Joncour        |
| gra drużynowa kobiet    | Chiny · Guo Hanyu · Ye Qiuyu Japonia · Kanako Morisaki · Naho Sato |                                     | Rosja · Wiktorija Kan · Jana Sizikowa            |
| gra drużynowa mężczyzn  | Uzbekistan · Sanjar Fayziev · Khumoyun Sultanov                    | Rosja · Iwan Gachow · Timur Kiuamow | Chińskie Tajpej · Tseng Chun-hsin · Wu Tung-lin  |

### Tabela medalowa
Klasyfikacja medalowa zawodów tenisowych podczas Letniej Uniwersjady 2019.
| Miejsce | Państwo          | Złoto | Srebro | Brąz | Razem |
| ------- | ---------------- | ----- | ------ | ---- | ----- |
| 1.      | Uzbekistan       | 2     | 1      | 0    | 3     |
| 2.      | Chiny            | 2     | 0      | 2    | 4     |
| 2.      | Japonia          | 2     | 0      | 2    | 4     |
| 4.      | Rosja            | 1     | 1      | 2    | 4     |
| 5.      | Chińskie Tajpej  | 1     | 1      | 1    | 3     |
| 6.      | Czechy           | 0     | 1      | 0    | 1     |
| 6.      | Korea Południowa | 0     | 1      | 0    | 1     |
| 6.      | Wielka Brytania  | 0     | 1      | 0    | 1     |
| 9.      | Francja          | 0     | 0      | 2    | 2     |
| 9.      | Hongkong         | 0     | 0      | 2    | 2     |
| 11.     | Tajlandia        | 0     | 0      | 1    | 1     |
|         | Razem            | 8     | 6      | 12   | 26    |